# Wolfram Eilenberger

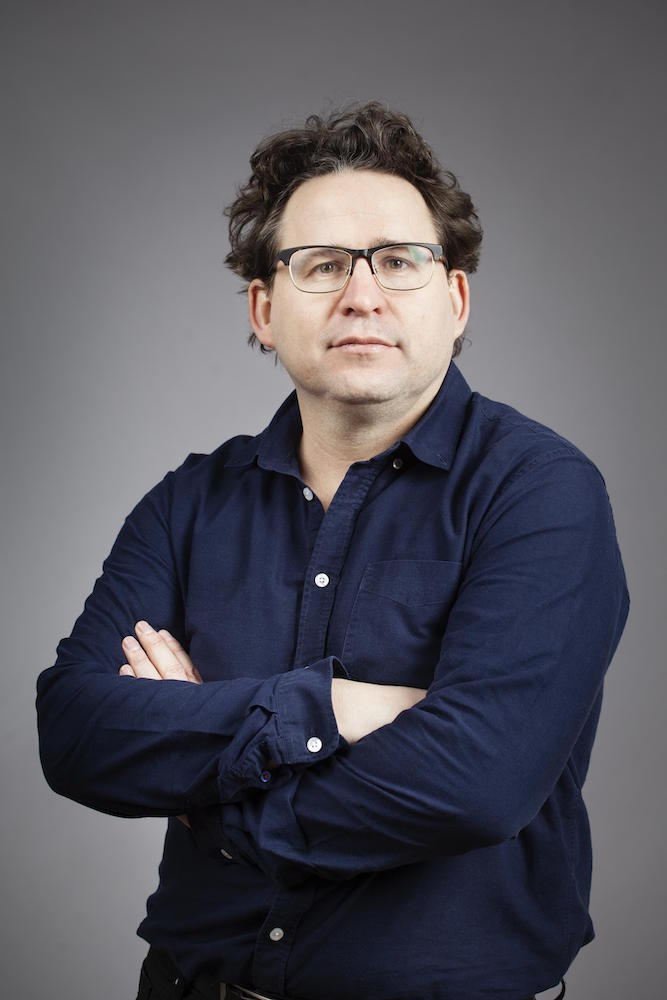
Wolfram Eilenberger (2016)

Wolfram Eilenberger (* 7. August 1972 in Freiburg im Breisgau) ist ein deutscher Schriftsteller, Philosoph und Moderator.

## Leben
Wolfram Eilenberger wurde als Sohn des Regierungsrats Lothar Eilenberger und seiner Frau Eva, geb. Rheinboldt, einer Krankengymnastin, in Freiburg im Breisgau geboren und wuchs in Karlsruhe-Waldstadt auf. Nach dem Abitur am Otto-Hahn-Gymnasium in Karlsruhe studierte er Philosophie, Psychologie und Romanistik in Heidelberg, Turku und Zürich.
Gefördert durch ein Promotionsstipendium der Studienstiftung des deutschen Volkes wurde er 2008 an der Universität Zürich mit einer von Michael Hampe betreuten Arbeit zur Kulturphilosophie Michail Bachtins zum Doktor der Philosophie promoviert.
Eilenberger begann seine publizistische Tätigkeit im Jahr 1999 unter anderem als Kolumnist im Ethikrat der Wochenzeitung Die Zeit sowie mit der sportphilosophischen Kolumne Live aus dem Elfenbeinturm im Berliner Tagesspiegel. In den Jahren 2003 bis 2010 arbeitete er unter Chefredaktor Wolfram Weimer als Philosophischer Korrespondent für das Monatsmagazin Cicero.
Von 2011 bis 2017 war er Chefredakteur des Philosophie Magazins. Auf eigenen Wunsch schied er dort im Jahre 2017 aus, um sich vorrangig schriftstellerischen Projekten zu widmen.
Seit 2018 gehört er gemeinsam mit Barbara Bleisch und Yves Bossart zum Moderationsteam der Sternstunde Philosophie im Schweizer Fernsehen SRF. Seit der Gründung im Jahre 2013 ist er zudem gemeinsam mit Svenja Flaßpöhler, Gert Scobel und Jürgen Wiebicke Teil der Programmleitung des Internationalen Philosophiefestivals phil.cologne.
Eilenberger ist mit der Fennistin und ehemaligen finnischen Basketballnationalspielerin Pia-Maria Päiviö verheiratet. Das Paar hat zwei erwachsene Töchter und lebt in Berlin.

## Werk
Eilenbergers Sachbücher wurden in insgesamt mehr als 36 Sprachen übersetzt (Stand Januar 2025). Er ist damit einer der meist übersetzten deutschsprachigen Sachbuchautoren der Gegenwart.

### Zeit der Zauberer(2018)
Den auch internationalen Durchbruch erzielte Eilenberger mit seinem im März 2018 bei Klett-Cotta erschienenen Buch Zeit der Zauberer – Das große Jahrzehnt der Philosophie 1919–1929, für das er 2018 den Bayerischen Buchpreis erhielt und 2019 in Frankreich den renommierten Prix du Meilleur livre étranger, Kategorie „Essay“ (ins Französische übersetzt unter dem Titel Le Temps des Magiciens). Das Werk, in dessen Zentrum die Philosophen Ludwig Wittgenstein, Ernst Cassirer, Walter Benjamin und Martin Heidegger stehen, fand sich nach der Veröffentlichung mehr als sieben Monate auf der Spiegel-Bestsellerliste. Es wurde in mehrere Sprachen übersetzt und stand auch auf den Bestsellerlisten in Italien, Spanien und Dänemark.
Zeit der Zauberer erhielt national wie international viel positive Aufmerksamkeit. So sprach Micha Brumlik in der taz von einem „Buch, das auf lange Zeit seinesgleichen suchen wird“; Michael Hesse von der Frankfurter Rundschau findet die „Parallelisierung von Leben und Lehre der vier Zauberer“ magisch und wünscht dem Buch viele Leser. In der New York Times urteilte Jennifer Szalai: „Eilenberger ist ein ausgezeichneter Erzähler“. Die Londoner Times bezeichnete Zeit der Zauberer als „technisches Meisterstück“.
El País lobte, der Autor „verbinde Biographie und Ideengeschichte mit bewundernswertem erzählerischen Geschick“. La Repubblica befand, das Buch führe „zwingend wie ein Roman … in das Herz einer äußerst komplexen Diskussion ein“ und der Philosoph John Kaag hob in der New York Times Book Review hervor: „Eine von Eilenbergers Errungenschaften besteht darin, Heideggers Bemühungen zu erklären, sich als Held und Zauberer des Deutschlands nach dem Ersten Weltkrieg zu positionieren und damit seine uneingeschränkte Unterstützung des Nazi-Regimes bei seiner Machtübernahme vorwegzunehmen.“ Jens Bisky urteilt in der Süddeutschen Zeitung: „Eilenberger ist seit seinem Welterfolg Zeit der Zauberer … der interessanteste deutschsprachige Autor populärphilosophischer Bücher in Deutschland.“ Der Historiker und Sozialwissenschaftler Florian G. Mildenberger kommt in seiner Rezension zu dem Schluss: „Der Erfolg des Buches aber läßt erahnen: die sich akademisch gebildet wähnende Leserschaft hat wieder eine Faible für Führergestalten entwickelt.“ Kritisch äußerte sich Maxim Biller, der dem Werk vorwarf, es lasse die Sympathien des Philosophen Martin Heidegger zum Nazi-Regime unter den Tisch fallen.

### Feuer der Freiheit(2020)
Im Herbst 2020 erschien Eilenbergers Werk Feuer der Freiheit – Die Rettung der Philosophie in dunkler Zeit 1933–1943. Auch dieses Buch, dessen thematisches Zentrum die Philosophinnen Hannah Arendt, Simone de Beauvoir, Simone Weil und Ayn Rand während des Zweiten Weltkriegs bilden, stand über Monate auf der Spiegel-Bestsellerliste und erfuhr national wie international große Anerkennung. Wie bereits Zeit der Zauberer im Jahre 2018 stand auch Feuer der Freiheit auf der Shortlist für den Tractatus-Preis (2021). Elke Schmitter lobte das Werk in Der Spiegel: „Gleichgültig, was man bisher über das Denken im 20. Jahrhundert wusste: Hier wird man auf aufregende Weise klüger.“, und Thomas Ribi urteilte in der NZZ: „Eilenberger erzählt glänzend, argumentiert präzis und schreibt ein bedeutendes Kapitel der Philosophiegeschichte des 20. Jahrhunderts, das so noch nicht geschrieben war.“ Die dänische Zeitung Weekend Avisen befand, Feuer der Freiheit sei „mindestens so gut wie sein Vorgänger (Zeit der Zauberer)“.

### Weitere Werke
Im Frühjahr 2010 erschien Eilenbergers Buch Finnen von Sinnen: Von einem, der auszog, eine finnische Frau zu heiraten, das 17 Wochen auf der Spiegel-Bestsellerliste (Sachbuch) stand. Das Buch erschien im Frühjahr 2011 bei Siltala Publishing unter dem Titel Minun suomalainen vaimoni auf Finnisch und entwickelte sich in Finnland ebenfalls rasch zum Bestseller.
2009 erschien Eilenbergers Dissertation über Michail Bachtins Philosophie unter dem Titel Das Werden des Menschen im Wort. Das Buch wurde von dem Bachtin-Herausgeber Rainer Grübel als „Beitrag zu einer Philosophie der Humankommunikation als Grundlage einer Kulturtheorie“ gewürdigt, aber aus philologischer Sicht kritisiert. So habe Eilenberger lediglich mit überwiegend englischen Übersetzungen gearbeitet und die russischsprachige Sekundärliteratur übergangen.
2005 veröffentlichte Eilenberger eine Einführung in die Philosophie anhand von Alltagssituationen unter dem Titel Philosophie für alle, die noch etwas vorhaben, für die er 2011 den Mindelheimer Philosophiepreis erhielt.

### Publizistisches und sportjournalistisches Wirken
Eilenberger veröffentlicht regelmäßig Essays zu politischen wie kulturellen Themen, so etwa in Der Spiegel, Die Welt oder auch El País. Seit 2020 schreibt er für das Philosophie Magazin die Kolumne „Unter uns“. Seit 2021 moderiert er gelegentlich die Philosophiesendung „Sein und Streit“ auf Deutschlandfunk Kultur.
Seit Beginn seiner publizistischen Tätigkeit schreibt Eilenberger, der 1991 eine B-Lizenz des Badischen Fußballbundes erwarb und ferner im linken Mittelfeld der deutschen Autorennationalmannschaft Autonama spielt, über Sport und insbesondere Fußball. Er tritt hierzu in Radio wie Fernsehen auch als Experte auf.
Eilenbergers Kritik an Jürgen Klopp und Borussia Dortmund im Januar 2015 sorgte für mediales Aufsehen: Klopps Gestaltungskraft sei verbraucht und der BVB der Hinrunde 2014/15 „war kein Verein mehr, sondern eine Sekte. Und zwar mit allen klassischen Attributen: Artikulationsverbote, totale Gemeinschaftssuggestion, unbedingter Erlöserglaube.“
Eilenberger ist Fan des FC Bayern München. Er warf dem Verein aber im September 2015 vor, seine Identität aufs Spiel zu setzen; Eilenberger sprach sich für eine Rückkehr von Uli Hoeneß aus und kritisierte insbesondere das Wirken des Sportdirektors Matthias Sammer. Dieser zerstöre „emotionale Nähe, die einen Fan zum Fan macht“, „noch drei weitere Jahre mit Pep auf der Bank und Sammer am Mikro und dieser Verein ist emotional am Ende.“
Eilenberger sprach und spricht sich seit 2018 entschieden gegen den Videobeweis im Fußball aus.
Eine shitstormartige Kontroverse löste 2016 ein Artikel mit dem Titel Handball: Die Alternative für Deutschland bei Zeit Online aus. Eilenberger kritisierte den Handball darin als „Sport volkstümelnder Reihenhausspießer“ und beklagte insbesondere die mangelnde Integrationskraft des Sports für junge Menschen mit Migrationshintergrund. Die polemische Intervention stieß eine breite und inhaltlich produktive Debatte an.

## Akademisches
Von 2010 bis 2012 hatte Eilenberger Lehraufträge an der University of Toronto, Kanada. 2016 war er Max Kade Visiting Professor der Indiana University Bloomington, zudem unterrichtet er seit 2020 an der ETH Zürich Kurse zur Wissenschaftsvermittlung. Laut Google Scholar (Stand März 2023) weist Eilenbergers h-Index, gemessen seit 2018, den Wert 7 auf.

## Auszeichnungen

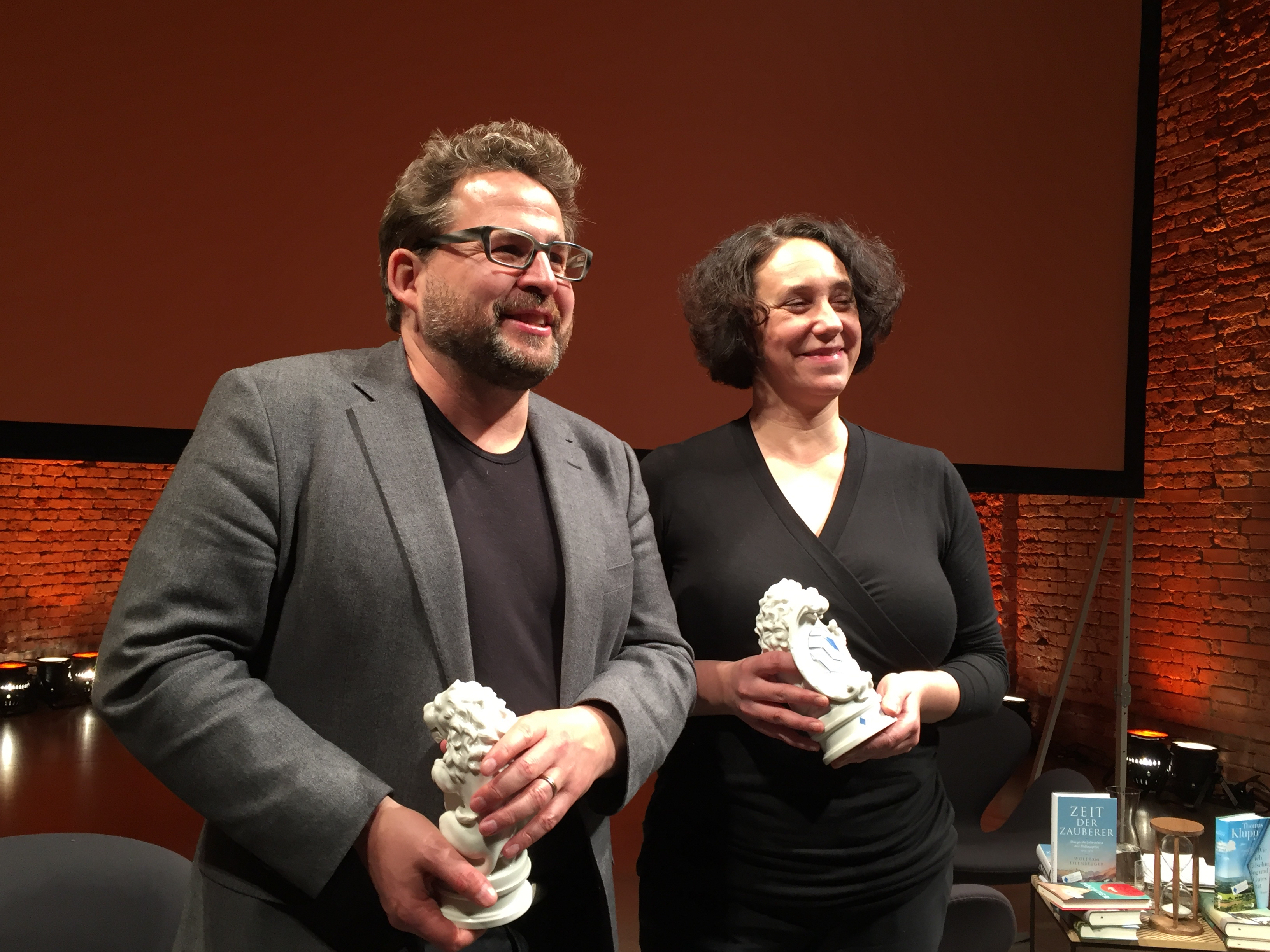
Bayerischer Buchpreis 2018 - Preisträger Wolfram Eilenberger (Sachbuch) und Lucy Fricke (Belletristik)

- 2011 Mindelheimer Philosophiepreis, für sein Buch Philosophie für alle, die noch etwas vorhaben.[36]
- 2018 Bayerischer Buchpreis, Kategorie „Sachbuch“, für Zeit der Zauberer
- 2019 Prix du Meilleur livre étranger, Kategorie „Essay“, für Zeit der Zauberer (ins Französische übersetzt unter dem Titel Le Temps des Magiciens)[37][38]
- 2022 Medienpreis für Qualitätsjournalismus (als Mitglied des Redaktionsteams Sternstunde Philosophie)[39]

## Veröffentlichungen (Auswahl)
- Philosophie für alle, die noch etwas vorhaben. Berlin Verlag, 2005, ISBN 978-3-8270-0581-6. 2. Auflage: Berliner Taschenbuch-Verlag, Berlin, 2007, ISBN 978-3-8333-0476-7.
- Lob des Tores: 40 Flanken in Fußballphilosophie. Berliner Taschenbuch-Verlag, Berlin, 2006, ISBN 3-8333-0361-1.
- This is not America: Philosophen sprechen über die Lage des Landes. Matthes und Seitz, Berlin 2008, ISBN 978-3-88221-738-4.
- Das Werden des Menschen im Wort: Eine Studie zur Kulturphilosophie Michail M. Bachtins. Chronos, Zürich, 2009, ISBN 978-3-0340-0923-2 (Zugl.: Zürich, Univ., Diss., 2008).
- Kleine Menschen, große Fragen: 20 philosophische Fragen für die Erwachsenen von morgen – und heute. Berlin-Verlag, Berlin, 2009, ISBN 978-3-8270-0827-5. Berliner Taschenbuch-Verlag, Berlin, 2010, ISBN 978-3-8333-0667-9.
- Finnen von Sinnen: Von einem, der auszog, eine finnische Frau zu heiraten. Blanvalet, München, 2010, 2012², ISBN 978-3-442-37583-7.
- Kanada kann mich mal: Von einem, der mit seinen Kindern in die Ferne zog. Blanvalet, München, 2012, ISBN 978-3-7645-0404-5.
- als Hrsg.: Der Tatort und die Philosophie. Schlauer werden mit der beliebtesten Fernsehserie. Tropen, Stuttgart 2014, ISBN 978-3-608-50327-2.
- Zeit der Zauberer: Das große Jahrzehnt der Philosophie 1919–1929. Klett-Cotta, Stuttgart 2018, ISBN 978-3-608-94763-2.[40]
- Feuer der Freiheit: Die Rettung der Philosophie in finsteren Zeiten (1933–1943). Klett-Cotta, Stuttgart 2020, ISBN 978-3-608-96460-8.
- Das Ruhrgebiet. Versuch einer Liebeserklärung. Tropen, Stuttgart 2021, ISBN 978-3-608-50507-8.
- Geister der Gegenwart. Die letzten Jahre der Philosophie und der Beginn einer neuen Aufklärung 1948–1984. Klett-Cotta, Stuttgart 2024, ISBN 978-3-608-98665-5.